# Danta Dhatu

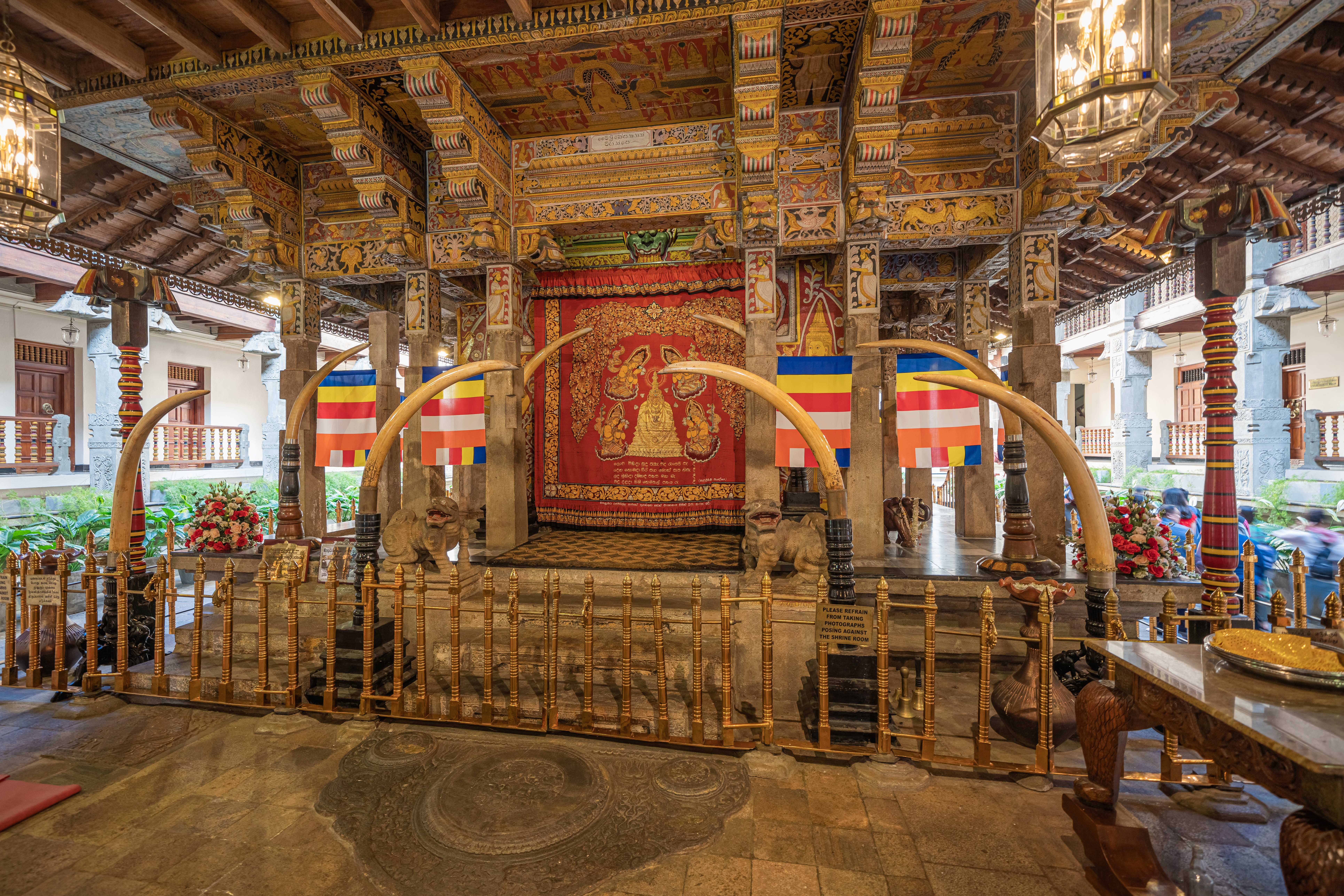
El santuari on hi ha la dent de Buda, al temple de Dalada Maligawa

La Danta Dhatu (Relíquia de la Dent de Buda) és un dels objectes més venerats de culte pels budistes de tot el món. Ara es troba en el temple sagrat de Dalada Maligawa a Kandy consagrat en un reliquiari embellit.
Un arhat ("persona perfecte") de nom Khema va agafar aquesta relíquia de la pira funerària de Buda l'any 543 aC, i la va lliurar al rei Brahmadatta, que va fer les seves obres de beneficència a ella amb fe i devoció. Aquest rei va ser atacat pel poderós rei Pandu, però sent contrari a la guerra, va demanar la pau i, mentrestant, li va donar la relíquia a Cittayana que era el comandant de l'exèrcit del rei Pandu per mantenir-la en seguretat. En veure els miracles realitzats per la dent sagrada, el rei es va convertir al budisme.
Quan la capital de Pandu, Pataliputra (moderna Patna), va ser atacada pel rei Khiradhara, va enviar al seu virrei Guhasiva al Regne de Kalinga (a l'actual Orissa) amb la relíquia, on es va mantenir sota la custòdia del príncep Danta, a qui el rei havia donat la seva filla Hemamala en matrimoni. Aviat el rei es va comprometre en la guerra i li va demanar a la seva filla i al príncep Danta, de portar a la Relíquia a Ceilan, en el cas de ser derrotat en la batalla. Això va passar i la Relíquia de la Dent va ser transmesa en secret a Sri Lanka pel príncep Danta i la princesa Hemamala que en tenien la custòdia. Després d'un viatge d'aventures, van arribar a Anuradhapura, i la van lliurar al rei Sri Meghavarna (vers 304-332), que va col·locar la relíquia en mans dels bhikkus (monjos) del temple d'Abhayagiri. Tradicionalment es diu que la relíquia va ser portada a l'illa durant el novè any de regnat del rei Sri Kirthi Meghavarna. En endavant va ser protegida pels reis i els laics. També es va convertir en el símbol de l'autoritat règia i cap rei podia governar el país sense que el posseís. Per això era un tresor propietat dels reis i de la preservació depenia la seguretat del regne i el país.
Més tard, sota Upatissa I (vers 370-412), la relíquia va ser portada en processó des del temple d'Abhayagiri al Mahavihara (el Gran Temple). L'any 460, hi va haver una sequera severa, i el rei per por a una fam, va encapçalar una processó durant la nit de lluna plena, a través dels carrers de la ciutat. La sequera va acabar i es va produir un fort aiguat que va inundar les terres baixes del país.
El rei Kumara Dhatusena (515-524 dC) va oferir un cofre d'or per a la relíquia. Quan els Pandya des del sud de l'Índia van envair el país, durant el regnat de Sena I (846-866 dC), la relíquia va ser traslladada a un lloc segur, i el 1017, quan els Coles van envair el país, uns monjos van fugir cap al sud amb la relíquia. Els coles van acabar ocupant el país el 1017 però el príncep Kitti va derrotar els coles i va ascendir al tron en el nom de Vijayabahu I (1058-1114)
Quan Kalinga Magha (1215-1236), va arribar al poder a Polonnaruwa, els singalesos van ser expulsats cap al sud i els monjos (bhikku) de Vacissara van amagar la relíquia a Pusulpitiya al temple anomenat Dathakaranaramaya. Quan Vijayabahu III (1220-1224) va establir el seu regne a Dambadeniya, va portar la relíquia des de Pusulpitiya a la capital, però per por a una nova invasió dels coles la va posar a Beligala per seguretat.
Quan el rei Bhuvanekhabahu I (1283-1286) va pujar al tron a Yapahuwa, el rei Pandya Kulasekera va enviar al general Aryacakravarti a envair l'illa; les forces pandya es va endur la relíquia al sud de l'Índia, on va romandre en aquest país fins que va ser portada de tornada a l'illa pel rei Parakramabahu II (1266- 1293) a través de negociacions pacífiques. El seu successor, el rei Bhuvanekhabahu III (1293-1302), va portar la relíquia a Kurunegala i la va posar en un edifici de tres pisos.
A continuació trobem referència a la relíquia de la Dent quan Kotte va esdevenir la capital sota el rei Prakramabahu IV (1410-1436) qui va fer ofrenes a la relíquia. El poeta erudit, Venerable Thera Sri Rahula en els seus Sandes Kavyas (missatges èpics) Paravi i Selalihini esmenta la presència de la relíquia a Kotte. El Hansasandesaya i Gira-sandesaya que van ser escrits durant el període Kotte, també en fan referència.
El 15 de novembre de 1505, els portuguesos va arribar a Ceilan, i el rei de Kotte en aquest moment era Vira Parakramabahu VIII (1484-1509) que es trobava en l'ocàs de la seva vida. Els portuguesos van establir als assentaments marítims de l'illa i a poc a poc va introduir la seva religió (catòlica romana) al país, fent proselitisme als budistes atraient-los mitjançant recompenses o per la força.
Dharmapala, que es va convertir en rei de Kotte, va demostrar ser un rei inútil. El 1557, va abraçar el catolicisme i va ser batejat amb el nom de Don Juan Dharmapala, el que el va dur a la pèrdua de la lleialtat dels seus seguidors, perquè temien que pogués fer mal a la relíquia, ja que els portuguesos eren reticents a venerar les relíquies. Davant la por de perill per a la relíquia, fou portada al rei Mayadunne de Sitawaka (ara Avissawella) per a la seva custòdia. El rei per por a una invasió portuguesa en qualsevol moment, la va amagar al temple de Delgamuwa.
El titular del temple (vihara), percebent el perill, va fer construir unes rèpliques en ivori. Va posar una d'elles en el lloc on estava l'original, va donar l'altre a Vidiya Bandara i la comunitat Theravada, ocultant la veritable a la seva cintura anant a Palabaddala portant-la amb una pedra de moldre. En aquest moment el portuguesos van envair Sitawaka i es va endur la relíquia artificial, pensant que era l'original, i la va enviar a Goa on fou destruïda.
No obstant això, els portuguesos van tenir notícia de que el que havien aconseguit era un duplicat de la relíquia i que el que suposaven que era l'original estava en mans de Vidiya Bandara, el gendre del rei Mayadunne. Quan Dharmapala es va convertir en rei de Kotte, Vidiya Bandara va fugir a Jaffna, però va ser capturat per ordre de l'arquebisbe de Goa el 1561. L'arquebisbe, després d'haver obtingut la relíquia artificial de Vidiya Bandara la va col·locar-lo en un morter i la va fer pols, va cremar la pols en un braser i va llançar les cendres en un riu.
Quan Konappu Bandara va ascendir al tron de Kandy, el 1592, amb el nom de Wimaladharmasuriya I, el cap del temple de Delgamuwa va lliurar la relíquia al rei, que la va consagrar dins d'una caixa tallada d'un robí trobat a la roba d'un riu a Kuruviti Korale, i la va portar a Kandy on la va col·locar en un edifici especialment construït a l'efecte.
El 1611 un monjo mascle (bhikku) es va escapar amb la relíquia quan els portuguesos van envair Kandy. El rei Senarath (1604-1635), la va portar de nou a Kandy, després de mantenir a distància a l'exèrcit portuguès, i va reemplaçar l'edifici construït pel rei Wimaladharmasuriya I. Davant el temor que la relíquia seria robada a causa de la joia que la cobria, el rei Kirti Sri Rajasinha, que va ascendir al tron de Kandy en 1747, ho va envoltar amb una capsa d'ivori. El que es veu avui és l'ivori que cobreix la relíquia i aquesta està incrustat en el mateix. Per tant, es veu desproporcionat per la mida d'un dent humà. El 'Vedasitina Maluwa' (temple interior), que es pot veure avui en dia, va ser obra del rei Narendrasinha (1707-1739), l'últim rei singalès de Kandy. Va ser succeït pel seu cunyat Sri Vijaya Rajasinha, un príncep malabari que va obrir les portes als reis dravídics (Nayaks) a governar el regne de Kandy fins al 1815. El octògon ('Pattirippuwa'), que es pot veure avui dia, va ser obra de Sri Wickrema Rajasinha l'últim rei de Kandy, que fou fet presoner per les forces britàniques el 18 de febrer de 1815, i deportat a Vellore al sud de l'Índia, on va morir el 1832. l'arquitecte de l'octàgon va ser Devendra Mulachari, prestigiós per la seva experiència en el disseny arquitectònic.
Quan les forces britàniques van envair Kandy el rei es va emportar la relíquia per seguretat. Va ser portada de nou a Kandy, amb l'aprovació dels britànics, i fixada al Dalada Maligawa, el 24 d'abril de 1815. John D'Oyly, el resident britànic a Kandy, va estar present en l'ocasió, guanyant la bona voluntat dels bhikkus (monjos), els caps i el poble.
En 1818, va esclatar una rebel·lió a les províncies de Kandy contra els administradors britànics i un bhikku va retirar en secret la relíquia cap a Elahera a Matale per seguretat. Els britànics, però, van tornar-la a Kandy i la van col·locar al temple de Dalada Maligawa. Després de 10 anys la relíquia de la dent es va exhibir a Kandy i la cerimònia es va dur a terme com de costum, en presència del governador, que aleshores era Edward Barnes.
El 1853, per disposicions legals, la custòdia de la relíquia va ser transmesa als bhikkus dels temples de Malwatte i Asgiriya, amb el Diyawadana Nilame com el seu custodi laic. Durant el festival Perahera Esala a Kandy, l'urna que conté la relíquia és portada en processó a la part posterior de l'elefant Maligawa adornat.